# 2MASS J02361794+0048548
2MASS J02361794+0048548 ist ein Brauner Zwerg im Sternbild Walfisch. Er wurde aufgrund von optischer und Infrarotspektroskopie als Brauner Zwerg identifiziert (Geballe et al. 2002) und gehört der Spektralklasse L6 an. 